# 萊恩·艾格爾德
萊恩·艾格爾德（英語：Ryan Eggold，1984年8月10日—）是美國的一位演員。他最著名的作品是在NBC電視台電視劇《紐約新醫革命》（New Amsterdam）出演醫院主任馬克斯·古德溫（Max Goodwin）一角，及《諜海黑名單》中飾演湯姆·基恩（Tom Keen）。也曾在CW電視台電視劇《90210》中出演瑞安·馬修斯（Ryan Matthews）的角色。

## 外部連結
- 萊恩·艾格爾德在互联网电影资料库（IMDb）上的資料（英文）
- Ryan Eggold at The CW